# ماكس شولتسه
ماكس شولتسه (بالألمانية: Max Johann Sigismund Schultze)‏ (و. 1825 – 1874 م) هو عالم حيواني، وأستاذ جامعي، وعالم تشريح من ألمانيا، والاتحاد الألماني، والإمبراطورية الألمانية، ولد في فرايبورغ، كان عضوًا في الأكاديمية البافارية للعلوم والعلوم الإنسانية، والأكاديمية الألمانية للعلوم ليوبولدينا، توفي في بون، عن عمر يناهز 49 عاماً.

## التعليم
تعلم في جامعة هاله، وتعلم في جامعة هومبولت في برلين، وتعلم في جامعة غرايفسفالت
.

## روابط خارجية
- ماكس شولتز على موقع الموسوعة البريطانية (الإنجليزية)